# Grasshopper Club Zürich 2013-2014
Questa voce raccoglie le informazioni riguardanti il Grasshopper Club Zürich nelle competizioni ufficiali della stagione 2013-2014.

## Stagione
Nella stagione 2013-2014 il Grasshoppers, allenato da Michael Skibbe, concluse il campionato di Super League al 2º posto. In Coppa Svizzera il Grasshoppers fu eliminato ai quarti di finale dal Thun. In Champions League il Grasshoppers fu eliminato al terzo turno di qualificazione dall'Olympique Lione. In Europa League il Grasshoppers fu eliminato ai playoff dalla Fiorentina.

## Rosa
| N. |                                 | Ruolo | Calciatore         |
| -- | ------------------------------- | ----- | ------------------ |
| 1  | Svizzera (bandiera)             | P     | Roman Bürki        |
| 2  | Bosnia ed Erzegovina (bandiera) | D     | Sead Hajrović      |
| 3  | Svizzera (bandiera)             | D     | Stéphane Grichting |
| 4  | Bosnia ed Erzegovina (bandiera) | D     | Sanel Jahić        |
| 5  | Svizzera (bandiera)             | D     | Michael Lang       |
| 6  | Serbia (bandiera)               | C     | Vero Salatic       |
| 8  | Albania (bandiera)              | C     | Amir Abrashi       |
| 9  | Israele (bandiera)              | A     | Moanes Dabour      |
| 10 | Albania (bandiera)              | A     | Shkëlzen Gashi     |
| 11 | Venezuela (bandiera)            | C     | Frank Feltscher    |
| 15 | Svizzera (bandiera)             | A     | Nassim Ben Khalifa |
| 16 | Svizzera (bandiera)             | C     | Manuel Kubli       |
| 17 | Francia (bandiera)              | C     | Anatole Ngamukol   |

| N. |                                 | Ruolo | Calciatore       |
| -- | ------------------------------- | ----- | ---------------- |
| 18 | Svizzera (bandiera)             | P     | Davide Taini     |
| 20 | Bosnia ed Erzegovina (bandiera) | D     | Daniel Pavlović  |
| 21 | Brasile (bandiera)              | C     | Caio             |
| 23 | Paesi Bassi (bandiera)          | D     | Michael Dingsdag |
| 24 | Kosovo (bandiera)               | C     | Imran Bunjaku    |
| 25 | Svizzera (bandiera)             | C     | Steven Lang      |
| 26 | Svizzera (bandiera)             | C     | Ulisses Garcia   |
| 28 | RD del Congo (bandiera)         | C     | Nzuzi Toko       |
| 30 | Svizzera (bandiera)             | A     | Shani Tarashaj   |
| 31 | Albania (bandiera)              | C     | Albion Avdijaj   |
| 33 | Senegal (bandiera)              | P     | Seny Dieng       |
| 34 | Austria (bandiera)              | D     | Moritz Bauer     |

## Organigramma societario
Area tecnica
- Allenatore: Michael Skibbe
- Allenatore in seconda: Zoltan Kadar
- Preparatore dei portieri: Christoph Born
- Preparatori atletici:

## Calciomercato

### Sessione estiva
| Acquisti | Acquisti       | Acquisti        | Acquisti |
| R.       | Nome           | da              | Modalità |
| -------- | -------------- | --------------- | -------- |
| C        | Caio           | Atl. Goianiense |          |
| C        | Albion Avdijaj | Wolfsburg U19   |          |
| C        | Steven Lang    | Servette        |          |

| Cessioni | Cessioni          | Cessioni    | Cessioni |
| R.       | Nome              | a           | Modalità |
| -------- | ----------------- | ----------- | -------- |
| C        | Mërgim Brahimi    | Aarau       |          |
| D        | Marco Kehl-Gómez  | Pfullendorf |          |
| A        | Mohamed Coulibaly | Bournemouth |          |
| P        | Andreas Hirzel    | Baden       |          |
| D        | Gianluca Hossmann | Bienne      |          |
| A        | Paiva             | Wohlen      |          |
| D        | Taulant Xhaka     | Basilea     |          |
| C        | Steven Zuber      | CSKA Mosca  |          |

### Sessione invernale
| Acquisti | Acquisti       | Acquisti                         | Acquisti |
| R.       | Nome           | da                               | Modalità |
| -------- | -------------- | -------------------------------- | -------- |
| A        | Moanes Dabour  | Maccabi Tel Aviv                 |          |
| D        | Sanel Jahić    | Template:Calcio St. Johnstone FC |          |
| C        | Mërgim Brahimi | Aarau                            |          |

| Cessioni | Cessioni         | Cessioni    | Cessioni |
| R.       | Nome             | a           | Modalità |
| -------- | ---------------- | ----------- | -------- |
| D        | Milan Vilotić    | Young Boys  |          |
| D        | Levent Gülen     | Kayserispor |          |
| C        | Izet Hajrović    | Galatasaray |          |
| A        | Johan Vonlanthen | Sciaffusa   |          |

## Risultati

### Super League

#### Prima fase, girone di andata
| Arbitro: | Jaccottet |

|  |           |                        |
|  | Marcatori | 66’ Gashi 90’ Hajrović |

| Arbitro: | Bieri |

|              |           |           |
| Hajrović 48’ | Marcatori | 20’ Schär |

| Arbitro: | Klossner |

|                                        |           |                        |
| Hajrović 5’, 49’ Khalifa 74’ Gashi 85’ | Marcatori | 13’ Ioniță 31’ Staubli |

| Losanna 3 agosto 2013, ore 19:45 CEST 4ª giornata | Losanna | 0 – 0 referto | Grasshoppers | Stade Olympique de la Pontaise (4 900 spett.)\| Arbitro: \| San \| |
| Arbitro:                                          | San     |               |              |                                                                    |

| Zurigo 10 agosto 2013, ore 19:45 CEST 5ª giornata | Grasshoppers | 0 – 0 referto | Sion | Stadio Letzigrund (4 200 spett.)\| Arbitro: \| Amhof \| |
| Arbitro:                                          | Amhof        |               |      |                                                         |

| Arbitro: | Studer |

|                     |           |                      |
| Costanzo 34’ (rig.) | Marcatori | 30’ Vilotić 86’ Caio |

| Arbitro: | Bieri |

|                        |           |                    |
| Caio 19’, 83’ Toko 56’ | Marcatori | 69’ (aut.) Vilotić |

| Arbitro: | Hänni |

|                                 |           |           |
| Hajrović 43’ (rig.) Vilotić 54’ | Marcatori | 83’ Sadik |

| Arbitro: | Jaccottet |

|  |           |                       |
|  | Marcatori | 45’ Caio 62’ Ngamukol |

#### Prima fase, girone di ritorno
| Arbitro: | San |

|  |           |             |
|  | Marcatori | 32’ Lenjani |

| Arbitro: | Bieri |

|               |           |                   |
| Schneuwly 64’ | Marcatori | 66’ (aut.) Sanogo |

| Arbitro: | Klossner |

|                           |           |  |
| Gashi 55’ (rig.) Caio 61’ | Marcatori |  |

| Arbitro: | Erlachner |

|                         |           |  |
| Assifuah 13’ Yartey 90’ | Marcatori |  |

| Arbitro: | Pache |

|  |           |            |
|  | Marcatori | 73’ Gerndt |

| Arbitro: | Hänni |

|                       |           |                                      |
| Garat 17’ N'Ganga 23’ | Marcatori | 32’ Caio 59’, 66’ Gashi 82’ Ngamukol |

| Arbitro: | Jaccottet |

|             |           |                          |
| Khalifa 65’ | Marcatori | 42’ Rangelov 86’ Kahraba |

| Arbitro: | Klossner |

|         |           |              |
| Sio 90’ | Marcatori | 36’ Hajrović |

| Arbitro: | Studer |

|             |           |          |
| Etoundi 82’ | Marcatori | 55’ Caio |

#### Seconda fase, girone di andata
| Arbitro: | Studer |

|             |           |                               |
| Renggli 77’ | Marcatori | 9’ Gashi 13’ Lang 74’ Salatic |

| Arbitro: | Erlachner |

|             |           |                          |
| Khalifa 69’ | Marcatori | 5’ Hallenius 18’ Lüscher |

| Arbitro: | Bieri |

|               |           |                                            |
| Montandon 15’ | Marcatori | 38’, 51’ Khalifa 69’, 82’ Dabour 90’ Gashi |

| Arbitro: | Klossner |

|              |           |             |
| Pavlović 51’ | Marcatori | 57’ Stocker |

| Arbitro: | Pache |

|                               |           |            |
| Gavranović 15’, 60’ Rikan 30’ | Marcatori | 67’ Dabour |

| Arbitro: | San |

|                     |           |             |
| Caio 17’ Dabour 90’ | Marcatori | 67’ Vukušić |

| Arbitro: | Amhof |

|                                |           |                    |
| Gashi 22’, 29’, 81’ Dabour 66’ | Marcatori | 56’, 61’ Itaperuna |

| Arbitro: | Jaccottet |

|  |           |                                       |
|  | Marcatori | 65’, 87’ Caio 80’ Dabour 90’ Ngamukol |

| Arbitro: | San |

|              |           |                                      |
| Ferreira 57’ | Marcatori | 56’ (rig.) Gashi 63’ Dabour 77’ Lang |

#### Seconda fase, girone di ritorno
| Arbitro: | Studer |

|               |           |  |
| Caio 37’, 47’ | Marcatori |  |

| Arbitro: | Klossner |

|  |           |                      |
|  | Marcatori | 48’ Gashi 85’ Dabour |

| Arbitro: | Gut |

|  |           |                                                       |
|  | Marcatori | 6’ (aut.) Grichting 15’ Nikçi 27’, 45’, 60’ Schneuwly |

| Arbitro: | Bieri |

|             |           |           |
| Stocker 44’ | Marcatori | 36’ Gashi |

| Arbitro: | Erlachner |

|                                             |           |  |
| Gashi 4’, 41’ (rig.), 50’, 54’ Ngamukol 90’ | Marcatori |  |

| Arbitro: | Jaccottet |

|                          |           |  |
| Gashi 9’ (rig.) Lang 90’ | Marcatori |  |

| Arbitro: | Bieri |

|                                                   |           |  |
| N'Ganga 39’ Senger 67’ Lüscher 76’ Martignoni 90’ | Marcatori |  |

| Arbitro: | Amhof |

|                                     |           |            |
| Caio 4’ Gashi 5’ Dabour 9’ Lang 60’ | Marcatori | 40’ Winter |

| Arbitro: | Pache |

|                                |           |               |
| Assifuah 2’, 21’ Follonier 71’ | Marcatori | 33’ Feltscher |

### Coppa Svizzera
| 17 agosto 2013, ore 17:30 CEST Primo turno | Kriens | 0 – 1 | Grasshoppers |  |

| 14 settembre 2013, ore 16:00 CEST Secondo turno | Stade Nyonnais | 2 – 4 | Grasshoppers |  |

| 9 novembre 2013, ore 16:00 CET Ottavi di finale | Köniz | 1 – 4 | Grasshoppers |  |

| Arbitro: | Pache |

|                                        |                      |                                       |
| Schneuwly Lüthi Wittwer Martínez Sadik | Tiri di rigore 4 – 2 | Toko Gashi Feltscher Dingsdag Vilotić |

### Champions League

#### Fase di qualificazione
| Arbitro: | Göçek |

|             |           |  |
| Biševac 64’ | Marcatori |  |

| Arbitro: | Lahoz |

|  |           |             |
|  | Marcatori | 82’ Grenier |

### Europa League

#### Fase di qualificazione
| Arbitro: | Jug |

|              |           |                                   |
| Ngamukol 64’ | Marcatori | 13’ Cuadrado 46’ (aut.) Grichting |

| Arbitro: | Bebek |

|  |           |             |
|  | Marcatori | 41’ Khalifa |

## Statistiche

### Statistiche di squadra
| Competizione     | Punti | In casa | In casa | In casa | In casa | In casa | In casa | In trasferta | In trasferta | In trasferta | In trasferta | In trasferta | In trasferta | Totale | Totale | Totale | Totale | Totale | Totale | DR  |
| Competizione     | Punti | G       | V       | N       | P       | Gf      | Gs      | G            | V            | N            | P            | Gf           | Gs           | G      | V      | N      | P      | Gf     | Gs     | DR  |
| ---------------- | ----- | ------- | ------- | ------- | ------- | ------- | ------- | ------------ | ------------ | ------------ | ------------ | ------------ | ------------ | ------ | ------ | ------ | ------ | ------ | ------ | --- |
| Super League     | 65    | 18      | 10      | 3       | 5       | 34      | 21      | 18           | 9            | 5            | 4            | 33           | 22           | 36     | 19     | 8      | 9      | 67     | 43     | +24 |
| Coppa Svizzera   | -     | 0       | 0       | 0       | 0       | 0       | 0       | 4            | 3            | 1            | 0            | 9            | 3            | 4      | 3      | 1      | 0      | 9      | 3      | +6  |
| Champions League | -     | 1       | 0       | 0       | 1       | 0       | 1       | 1            | 0            | 0            | 1            | 0            | 1            | 2      | 0      | 0      | 2      | 0      | 2      | -2  |
| Europa League    | -     | 1       | 0       | 0       | 1       | 1       | 2       | 1            | 1            | 0            | 0            | 1            | 0            | 2      | 1      | 0      | 1      | 2      | 2      | 0   |
| Totale           | 65    | 20      | 10      | 3       | 7       | 35      | 24      | 24           | 13           | 6            | 5            | 43           | 26           | 44     | 23     | 9      | 12     | 78     | 50     | +28 |

### Andamento in campionato
| Giornata  | 1 | 2 | 3 | 4 | 5 | 6 | 7 | 8 | 9 | 10 | 11 | 12 | 13 | 14 | 15 | 16 | 17 | 18 | 19 | 20 | 21 | 22 | 23 | 24 | 25 | 26 | 27 | 28 | 29 | 30 | 31 | 32 | 33 | 34 | 35 | 36 |
| --------- | - | - | - | - | - | - | - | - | - | -- | -- | -- | -- | -- | -- | -- | -- | -- | -- | -- | -- | -- | -- | -- | -- | -- | -- | -- | -- | -- | -- | -- | -- | -- | -- | -- |
| Luogo     | T | C | C | T | C | T | C | C | T | C  | T  | C  | T  | C  | T  | C  | T  | T  | T  | C  | T  | C  | T  | C  | C  | T  | T  | C  | T  | C  | T  | C  | C  | T  | C  | T  |
| Risultato | V | N | V | N | N | V | V | V | V | P  | N  | V  | P  | P  | V  | P  | N  | N  | V  | P  | V  | N  | P  | V  | V  | V  | V  | V  | V  | P  | N  | V  | V  | P  | V  | P  |
| Posizione | 2 | 3 | 2 | 3 | 3 | 2 | 2 | 1 | 1 | 1  | 2  | 2  | 2  | 2  | 2  | 3  | 3  | 4  | 3  | 3  | 3  | 3  | 3  | 2  | 2  | 2  | 2  | 2  | 2  | 2  | 2  | 2  | 2  | 2  | 2  | 2  |

Legenda:

Luogo: C = Casa; T = Trasferta. Risultato: V = Vittoria; N = Pareggio; P = Sconfitta.

### Statistiche dei giocatori
| Giocatore     | Super League | Super League | Super League | Super League | Coppa Svizzera | Coppa Svizzera | Coppa Svizzera | Coppa Svizzera | Champions League Qual. | Champions League Qual. | Champions League Qual. | Champions League Qual. | Europa League Qual. | Europa League Qual. | Europa League Qual. | Europa League Qual. | Totale   | Totale | Totale      | Totale     |
| Giocatore     | Presenze     | Reti         | Ammonizioni  | Espulsioni   | Presenze       | Reti           | Ammonizioni    | Espulsioni     | Presenze               | Reti                   | Ammonizioni            | Espulsioni             | Presenze            | Reti                | Ammonizioni         | Espulsioni          | Presenze | Reti   | Ammonizioni | Espulsioni |
| ------------- | ------------ | ------------ | ------------ | ------------ | -------------- | -------------- | -------------- | -------------- | ---------------------- | ---------------------- | ---------------------- | ---------------------- | ------------------- | ------------------- | ------------------- | ------------------- | -------- | ------ | ----------- | ---------- |
| A. Abrashi    | 32           | 0            | 9            | 0            | 1              | 0              | 0              | 0              | 2                      | 0                      | 1                      | 0                      | 2                   | 0                   | 1                   | 0                   | 37       | 0      | 11          | 0          |
| A. Avdijaj    | 0            | 0            | 0            | 0            | 0              | 0              | 0              | 0              | 0                      | 0                      | 0                      | 0                      | 0                   | 0                   | 0                   | 0                   | 0        | 0      | 0           | 0          |
| M. Bauer      | 15           | 0            | 1            | 0            | 1              | 0              | 0              | 0              | 0                      | 0                      | 0                      | 0                      | 0                   | 0                   | 0                   | 0                   | 16       | 0      | 1           | 0          |
| M. Brahimi    | 1            | 0            | 0            | 0            | 0              | 0              | 0              | 0              | 1                      | 0                      | 0                      | 0                      | 0                   | 0                   | 0                   | 0                   | 2        | 0      | 0           | 0          |
| I. Bunjaku    | 5            | 0            | 1            | 0            | 0              | 0              | 0              | 0              | 0                      | 0                      | 0                      | 0                      | 0                   | 0                   | 0                   | 0                   | 5        | 0      | 1           | 0          |
| R. Bürki      | 34           | 0            | 2            | 0            | 1              | 0              | 0              | 0              | 2                      | 0                      | 0                      | 0                      | 2                   | 0                   | 0                   | 0                   | 39       | 0      | 2           | 0          |
| C. Caio       | 33           | 13           | 1            | 0            | 1              | 0              | 0              | 0              | 0                      | 0                      | 0                      | 0                      | 2                   | 0                   | 0                   | 0                   | 36       | 13     | 1           | 0          |
| M. Dabour     | 15           | 9            | 3            | 0            | 0              | 0              | 0              | 0              | 0                      | 0                      | 0                      | 0                      | 0                   | 0                   | 0                   | 0                   | 15       | 9      | 3           | 0          |
| S. Dieng      | 0            | 0            | 0            | 0            | 0              | 0              | 0              | 0              | 0                      | 0                      | 0                      | 0                      | 0                   | 0                   | 0                   | 0                   | 0        | 0      | 0           | 0          |
| M. Dingsdag   | 20           | 0            | 3            | 0            | 1              | 0              | 0              | 0              | 0                      | 0                      | 0                      | 0                      | 0                   | 0                   | 0                   | 0                   | 21       | 0      | 3           | 0          |
| F. Feltscher  | 20           | 1            | 2            | 0            | 1              | 0              | 0              | 0              | 2                      | 0                      | 0                      | 0                      | 1                   | 0                   | 0                   | 0                   | 24       | 1      | 2           | 0          |
| U. Garcia     | 1            | 0            | 0            | 0            | 0              | 0              | 0              | 0              | 0                      | 0                      | 0                      | 0                      | 0                   | 0                   | 0                   | 0                   | 1        | 0      | 0           | 0          |
| S. Gashi      | 32           | 19           | 7            | 0            | 1              | 0              | 0              | 0              | 2                      | 0                      | 0                      | 0                      | 2                   | 0                   | 1                   | 0                   | 37       | 19     | 8           | 0          |
| S. Grichting  | 32           | 0            | 8            | 0            | 0              | 0              | 0              | 0              | 2                      | 0                      | 0                      | 0                      | 2                   | 0                   | 0                   | 0                   | 36       | 0      | 8           | 0          |
| L. Gülen      | 1            | 0            | 0            | 0            | 0              | 0              | 0              | 0              | 0                      | 0                      | 0                      | 0                      | 0                   | 0                   | 0                   | 0                   | 1        | 0      | 0           | 0          |
| S. Hajrović   | 2            | 0            | 0            | 0            | 0              | 0              | 0              | 0              | 0                      | 0                      | 0                      | 0                      | 0                   | 0                   | 0                   | 0                   | 2        | 0      | 0           | 0          |
| I. Hajrović   | 15           | 6            | 3            | 1            | 1              | 0              | 0              | 0              | 2                      | 0                      | 1                      | 0                      | 2                   | 0                   | 0                   | 0                   | 20       | 6      | 4           | 1          |
| S. Jahić      | 13           | 0            | 4            | 0            | 0              | 0              | 0              | 0              | 0                      | 0                      | 0                      | 0                      | 0                   | 0                   | 0                   | 0                   | 13       | 0      | 4           | 0          |
| N. Khalifa    | 24           | 5            | 4            | 0            | 1              | 0              | 0              | 0              | 0                      | 0                      | 0                      | 0                      | 2                   | 1                   | 0                   | 0                   | 27       | 6      | 4           | 0          |
| M. Kubli      | 0            | 0            | 0            | 0            | 0              | 0              | 0              | 0              | 0                      | 0                      | 0                      | 0                      | 0                   | 0                   | 0                   | 0                   | 0        | 0      | 0           | 0          |
| M. Lang       | 34           | 3            | 3            | 0            | 1              | 0              | 0              | 0              | 2                      | 0                      | 0                      | 0                      | 2                   | 0                   | 0                   | 0                   | 39       | 3      | 3           | 0          |
| S. Lang       | 20           | 1            | 2            | 0            | 0              | 0              | 0              | 0              | 0                      | 0                      | 0                      | 0                      | 0                   | 0                   | 0                   | 0                   | 20       | 1      | 2           | 0          |
| A. Ngamukol   | 30           | 4            | 1            | 0            | 1              | 0              | 0              | 0              | 2                      | 0                      | 0                      | 0                      | 2                   | 1                   | 0                   | 0                   | 35       | 5      | 1           | 0          |
| D. Pavlović   | 31           | 1            | 7            | 1            | 1              | 0              | 0              | 0              | 2                      | 0                      | 1                      | 0                      | 2                   | 0                   | 1                   | 0                   | 36       | 1      | 9           | 1          |
| V. Salatic    | 31           | 1            | 8            | 0            | 0              | 0              | 0              | 0              | 2                      | 0                      | 0                      | 0                      | 2                   | 0                   | 1                   | 0                   | 35       | 1      | 9           | 0          |
| D. Taini      | 5            | 0            | 0            | 0            | 0              | 0              | 0              | 0              | 0                      | 0                      | 0                      | 0                      | 0                   | 0                   | 0                   | 0                   | 5        | 0      | 0           | 0          |
| S. Tarashaj   | 0            | 0            | 0            | 0            | 0              | 0              | 0              | 0              | 0                      | 0                      | 0                      | 0                      | 0                   | 0                   | 0                   | 0                   | 0        | 0      | 0           | 0          |
| N. Toko       | 33           | 1            | 9            | 0            | 1              | 0              | 0              | 0              | 2                      | 0                      | 1                      | 0                      | 2                   | 0                   | 1                   | 0                   | 38       | 1      | 11          | 0          |
| M. Vilotić    | 13           | 2            | 4            | 1            | 1              | 0              | 0              | 0              | 2                      | 0                      | 2                      | 0                      | 2                   | 0                   | 0                   | 0                   | 18       | 2      | 6           | 1          |
| J. Vonlanthen | 5            | 0            | 1            | 0            | 0              | 0              | 0              | 0              | 2                      | 0                      | 0                      | 0                      | 1                   | 0                   | 0                   | 0                   | 8        | 0      | 1           | 0          |